# 歐氏海蜥魚
歐氏海蜥魚（學名：Halosaurus ovenii）為條鰭魚綱背棘魚目海蜥魚科海蜥魚屬下的一個種，分布於東大西洋亞速群島與摩洛哥到南非, 包括地中海西部;西大西洋墨西哥灣、加勒比海與小安地列斯群島海域，深度440至1700公尺，本魚體細長如鰻魚且側扁，尾鰭尖細，吻尖突出，口下位，體色桃紅色戴有銀色反光，背鰭硬棘1枚、背鰭軟條8-9枚，體長可達60公分，棲息在大陸坡深海，屬肉食性，以多毛類、星蟲、甲殼類和魚類為食，生活習性不明，無經濟價值。